# メッサリナ (小惑星)
メッサリナ (545 Messalina) は小惑星帯の外縁部にある、比較的大きな小惑星である。
パウル・ゲッツによってハイデルベルクで発見され、ローマ皇帝クラウディウスの妃ウァレリア・メッサリナに因んで命名された。